# Bartolomeo Carducci

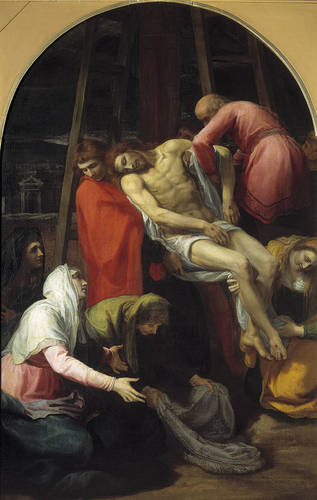
La Descente de Croix, dans l'église San Felipe el Real à Madrid.

Bartolomeo Carducci, dit Carduccio ou Carducho par corruption de la prononciation espagnole de son nom, (1560–14 novembre 1608) fut un peintre italien.

## Biographie
Né à Florence, Bartolomeo Carducci eut pour maître Bartolomeo Ammannati en architecture et en sculpture, et Federico Zuccari en peinture.
Il travailla sous la direction de Zuccari et Giorgio Vasari à la décoration de la coupole du Santa Maria del Fiore à Florence.
Il accompagna Vasari à Madrid, où il réalisa le plafond de la bibliothèque de l'Escurial, et des fresques dans les cloîtres de ce palais.
Son frère, Vincenzo Carducci (Vicente Carducho) collabora avec lui, et lui succéda comme peintre du roi Philippe III d'Espagne.
Il mourut en Espagne, où se trouvent la plupart de ses œuvres.